# Zásmuky (stacja kolejowa)
Zásmuky – stacja kolejowa w miejscowości Zásmuky, w kraju środkowoczeskim, w Czechach. Znajduje się na wysokości 310 m n.p.m.
Jest zarządzana przez Správę železnic. Na stacji nie ma możliwości zakupu biletu.

## Linie kolejowe
- 013 Bošice - Bečváry